# Lydia (chanteuse)
Pour les articles homonymes, voir Lydia.
Lydia, née  Lydia Rodríguez Fernández à Madrid (Espagne) le 15 janvier 1980, est une chanteuse espagnole. Depuis 2008, elle est la chanteuse du groupe Presuntos Implicados (es).

## Biographie
Elle vient d'une famille de musiciens. Elle a vécu durant son enfance dans la ville de Leganés. À 16 ans elle enregistre un disque avec son frère Fernando et avec Alejandro Piqueras. Une de ses chansons était dédiée à Alejandro Sanz et c'est grâce à cette composition qu'elle s'est fait connaître. Sanz lui-même lui donne le disque de platine pour avoir vendu plus de 100 000 exemplaires de cette première œuvre. Deux ans plus tard, en 1998, elle publie son deuxième album, 100 fois par jour, avec lequel elle obtient un disque d'or.

### Eurovision
En 1999, elle est sélectionnée par la TVE pour représenter l'Espagne au concours Eurovision de la chanson 1999 se tenant le 29 mai à Jérusalem, avec la chanson No quiero escuchar (Je ne veux pas écouter). Ce fut la 800e prestation de l'histoire du concours. Lydia termine finalement en dernière position, ne recevant qu'un seul point de la Croatie. De nombreuses critiques ont été émises à propos de la robe qu'elle portait, d'Ágatha Ruiz de la Prada, qui ne correspondait pas au style de la chanson et que certains médias ont tenté de désigner comme la coupable du mauvais classement de l'Espagne. La robe a remporté le Prix Barbara-Dex, qui récompense l'interprète la plus mal habillée de l'édition concernée. Contrairement à d'autres artistes qui n'ont pas eu de chance au festival, en 2004, Lydia assure dans TVE que : "Au bout du compte, qu'ils le veuillent ou non, en 99, l'Eurovision, c'était moi, et c'est quelque chose dont je serai fière toute ma vie." . Le clip vidéo de la chanson avait été enregistré à Milan et était très populaire sur les stations de radio espagnoles les semaines précédant l'événement et sur de nombreuses émissions de télévision telles que Música sí ou Yakutake.

### Suite de sa carrière
Trois ans plus tard, en 2002, Elle sort l'album "Si no me pides la vida", avec la collaboration de Nacho Campillo. Le premier single en est Esta vez no caeré (Cette fois, je ne vais pas tomber), et le deuxième single A través de mi ventana (À travers ma fenêtre). Les deux chansons entrent dans le Top 40. L'album comprend la reprise Across The Universe des Beatles, qui devient populaire grâce au spot publicitaire d'Iberia en 2001. Peu de temps après, Lydia publie une compilation de ses succès.
En 2003, la chanteuse madrilène a participé à un projet ambitieux intitulé Ellas y Magia. C’est un DVD musical avec plusieurs voix féminines espagnoles du moment qui incarnent les grands classiques de Disney. Ont participé à cette œuvre des chanteuse aussi divers que Malú, Marta Botía, Marilia Casares, Marta Sánchez, Merche ou encore Pastora Soler. Lydia s'est occupée de Mi Príncipe Vendrá, chanson interprétée par Adriana Caselotti dans la version originale de Blanche-Neige et les Sept Nains.
En 2005, elle participe avec le rappeur El Chojin au thème La fin du conte de fées. En 2007, elle participe avec le rôle de María Magdalena à la comédie musicale Jesus Christ Superstar.

### Presuntos Implicados
En 2008, elle est devenue la nouvelle chanteuse du groupe Presuntos Implicados et, en septembre de la même année, elle a édité le nouvel album du groupe, ""Será", avec lequel il obtient une nomination aux Latin Grammy Awards du meilleur album en 2009. Déjà en 2011, ils publient Banda Sonora, pour lequel ils obtiennent une nouvelle nomination dans la catégorie du meilleur album de pop traditionnel aux Grammys latins de 2012.

## Discographie

### En solo
Singles
- 1996 : De la amistad al amor
- 1996 : Fueron buenos tiempos
- 1996 : El tacto de su piel
- 1996 : No sé si es amor
- 1997 : Sin ti no puedo
- 1998 : No sé vivir sin ti
- 1998 : Cien veces al día
- 1998 : Aún no quiero enamorarme
- 1998 : Pienso en ti
- 1999 : No quiero escuchar (Eurovision)
- 1999 : Estando a tu lado
- 2001 : Across the universe
- 2002 : Esta vez no caeré
- 2002 : A través de mi ventana
- 2002 : Ansiedad
- 2002 : Si no me pides la vida (avec Nacho Campillo)
- 2003 : Dicen

Albums
- 1996 : Lydia
- 1998 : Cien veces al día
- 1999 : Cien veces al día "Edición Eurovisión"
- 2002 : Si no me pides la vida

Compilations
- 1999 : Lydia: el tacto de su piel y otros grandes éxitos
- 2002 : Discografía básica
- 2003 : Lydia: grandes éxitos

### Avec Presuntos Implicados
Albums
- 2008 : Será
- 2011 : Banda Sonora
- 2013 : La Noche 2/Zona Preferente

Singles
- 2008 : ¿Tú cómo estás?
- 2008 : Dónde Voy Yo
- 2009 : Sera
- 2011 : Vuelvo a pensar en ti
- 2011 : Solo tu
- 2013 : Nunca es para siempre
- 2014 : Está ocurriendo con Santiago Cruz.